# 1961 في الأرجنتين
فيما يلي قوائم الأحداث التي وقعت خلال عام 1961 في الأرجنتين.

## كتب
من الكتب التي صدرت هذه السنة في الأرجنتين:
- 1 يناير – حرب العصابات من تأليف تشي جيفارا.

## مواليد

### يناير
- 13 يناير – نوربيرتو سكوبوني لاعب كرة قدم أرجنتيني.[1]
- 20 يناير – داريو روخاس لاعب كرة قدم بوليفي.

### فبراير
- 1 فبراير – خوسيه لويس كوجوفو لاعب كرة قدم أرجنتيني.[2]

### أبريل
- 17 أبريل – روبين داريو إنسوا مدرب، ولاعب كرة قدم أرجنتيني.[3]

### يونيو
- 2 يونيو – أليخاندرو أغريستي

### أغسطس
- 21 أغسطس – خيراردو باربيرو لاعب شطرنج أرجنتيني.
- 22 أغسطس – أندريس كالامارو

## وفيات

### فبراير
- 26 فبراير – ألبيرتو غالاتيو (مواليد 1911) لاعب كرة قدم أرجنتيني.

### أبريل
- 3 أبريل – إيليسيو مورينيو (مواليد 1927) لاعب كرة قدم أرجنتيني.

### يوليو
- 22 يوليو – تشيزاري لوفاتي (مواليد 1891) لاعب ومدرب كرة قدم إيطالي.

### أكتوبر
- 31 أكتوبر – ألبرتو تشيفيديني (مواليد 1907) لاعب كرة قدم أرجنتيني.